# Uriádnik

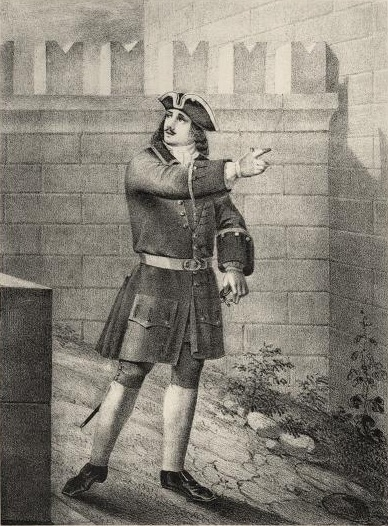
Uriádnik o unteroffizier del regimiento de artillería, entre 1720 y 1728.

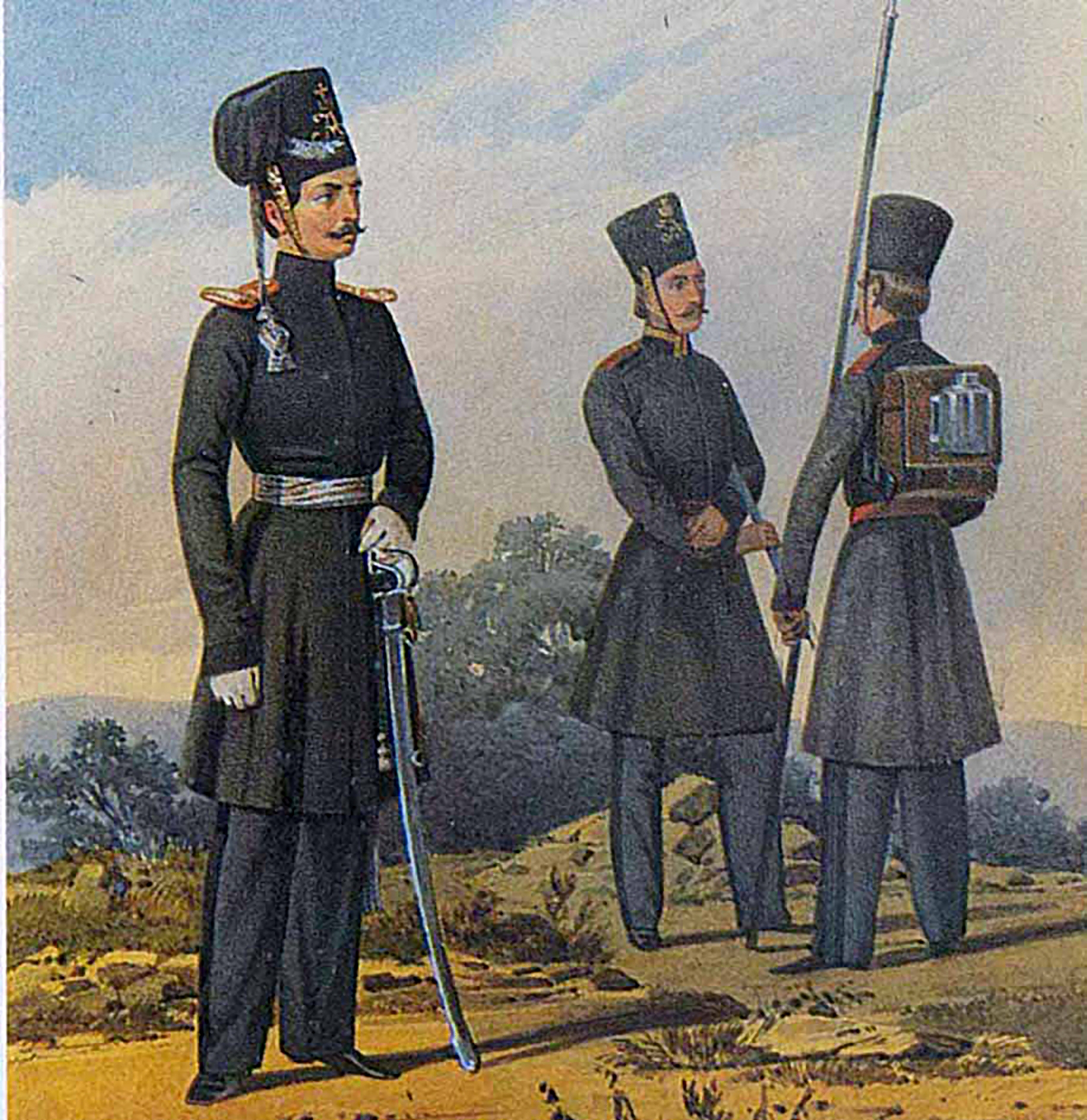
Ober-ofizer, uriádnik y cosaco a pie de la milicia de Tula.

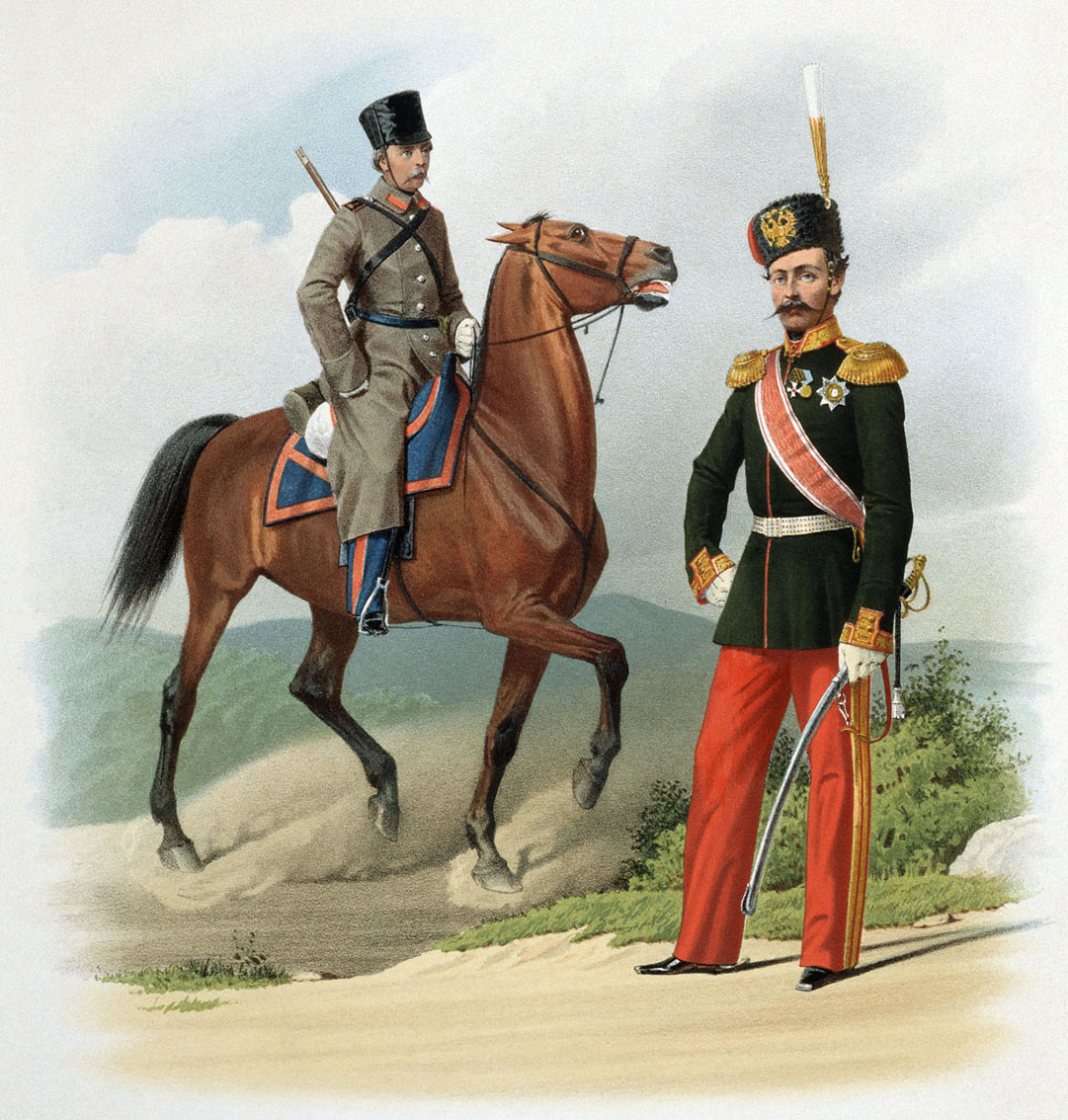
Uriádnik y general de la Hueste del Don.

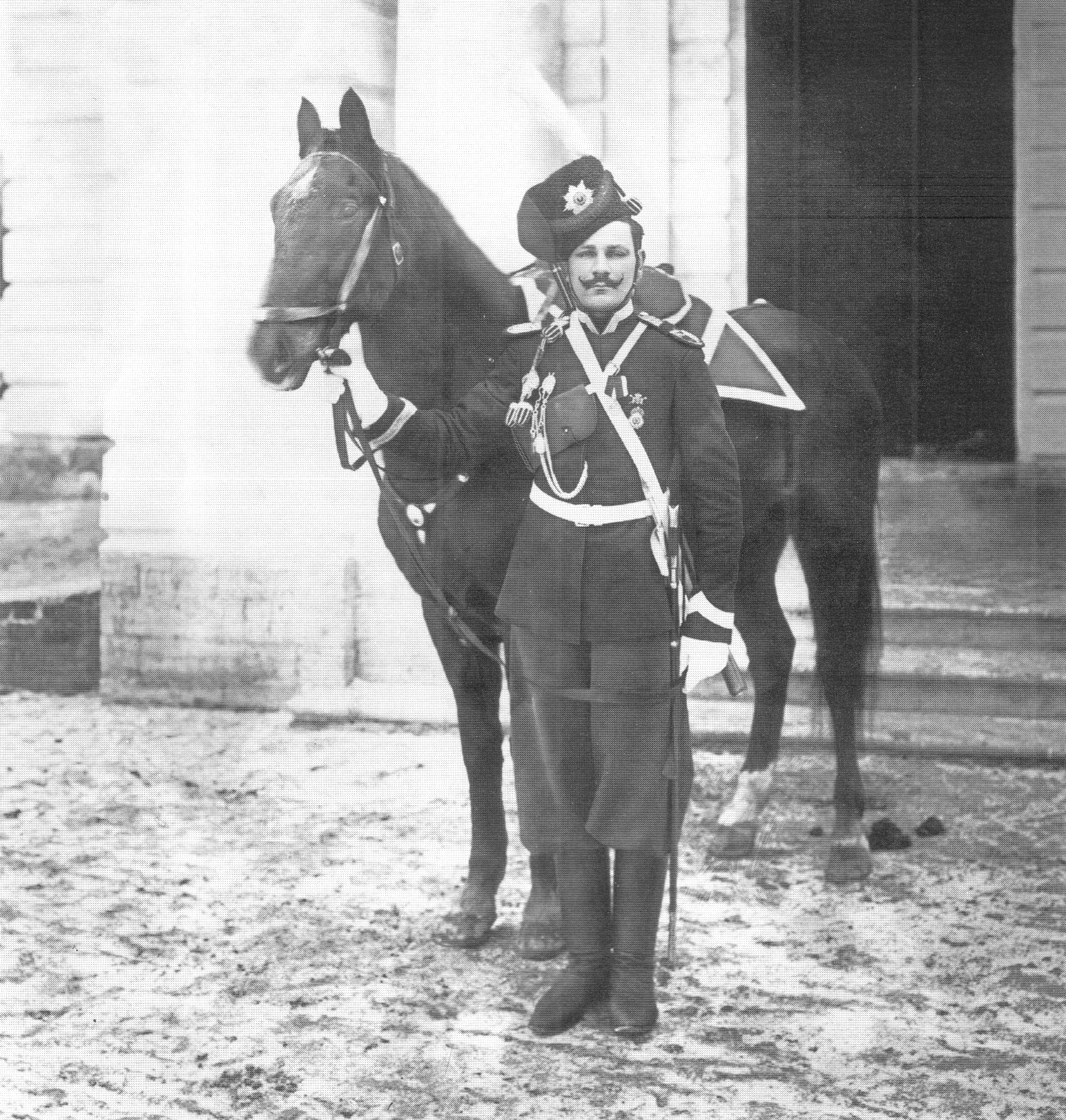
Uriádnik del regimiento mixto cosaco de la Guardia Leib, 1914.

El Uriádnik (en ruso: Уря́дник) era un rango de unteroffizier en las huestes cosacas, en la Guardia Leib, en el ejército y la armada del Imperio ruso.
Antiguamente entre los starshinás de Málaya Rusia era un nombre general para los altos cargos de la Hueste de Zaporiyia. A finales del siglo XVII y principios del XVIII por este rango se empezó a entender no sólo a los funcionarios actuales, sino también a todos aquellos que anteriormente ocuparon cargos en determinadas órdenes, así como a sus descendientes, que recibieron propiedades de la realeza o del gobierno por su servicio.

## Etimología
Viene del antiguo eslavo con el significado de alto cargo. Los intendentes y otros suboficiales de la marina, así como los capataces de los trabajadores, eran llamados uriádnik. Antes de esto, la palabra uriádnik también se usaba en el significado del acta o documento («Урядник, или новое уложение и устроение чина сокольничья пути», “Uryadnik, o el nuevo código y disposición del orden del camino del halconero”, 1668).

## Historia
Los oficiales, uriádnik y soldados ancianos, heridos y lisiados serán examinados por el orden militar y los que estén aptos serán enviados a las provincias, y los que no sean aptos para el envío serán enviados a asilos de Moscú.
Ukaz de 1710, PSERI, n.º 2249.

En las tropas cosacas, eran rangos de oficialidad inferior: el uriádnik mayor (suboficial mayor) es el comandante inmediato del pelotón, y el uriádnik menor (suboficial menor) es su asistente.
Los oficiales del antiguo escuadrón de las Montañas del Cáucaso de la Guardia Leib de la Escolta de Su Majestad Imperial y del Regimiento de Caballería de Daguestán fueron llamados vekil.
También había un uriádnik de policía, el rango inferior de la guardia distrital en Rusia en el siglo XIX. Estaba subordinado al pristav y supervisaba las acciones de los sótniks y los desiatniks. Desde 1903, en la nueva estructura, la guardia de policía del uyezd, había un comandante subalterno, que tenía strázhnik y strazhniki mayores subordinados a él.